# Francisco Grillo
Francisco Arcanjo Grillo (Florianópolis, 29 de setembro de 1923 – Florianópolis, 24 de outubro de 2012) foi um economista e político brasileiro.

## Vida
Filho de Neogênio Grillo e de Palmira Vieira Grillo, bacharelou-se em economia pela Faculdade de Ciências Econômicas de Santa Catarina, em 1959. Casou com Anita da Silva Grillo, filha de Aderbal Ramos da Silva e de Ruth Hoepcke da Silva.

## Carreira
Foi deputado à Câmara dos Deputados na 44ª legislatura (1971 — 1975), eleito pela Aliança Renovadora Nacional (ARENA).